# Koniecznoje
Koniecznoje (ros. Конечное) – wieś (dieriewnia) w Rosji, w rejonie czerepowieckim obwodu wołogodzkiego. W 2010 liczyła 15 mieszkańców.